# Dariusz Karłowicz
Dariusz Jacek Karłowicz (ur. 5 lipca 1964 w Warszawie) – polski filozof, publicysta, nauczyciel akademicki, wydawca książek i działacz społeczny. Autor kilkudziesięciu publikacji na temat filozofii i historii filozofii, a także podstaw filozoficznych wczesnego chrześcijaństwa. Jest współzałożycielem i redaktorem naczelnym rocznika filozoficznego „Teologia Polityczna”. Prezes Fundacji Świętego Mikołaja zajmującej się organizacją kampanii społecznych na rzecz potrzebujących i wykluczonych. Publikował i współpracował m.in. z „Przeglądem Filozoficznym”, „Christianitas”, „Więzią”, „Znakiem”, „Gościem Niedzielnym”, „Tygodnikiem Powszechnym” i „Rzeczpospolitą”, „W Sieci”. Kurator wystaw w ramach projektu „Namalować katolicyzm od nowa”. Od 2020 dyrektor programowy Instytutu Kultury św. Jana Pawła II na Papieskim Uniwersytecie Świętego Tomasza z Akwinu (Angelicum).

## Życiorys
Absolwent II Liceum Ogólnokształcącego im. Stefana Batorego w Warszawie (matura 1983). Absolwent studiów filozoficznych na Akademii Teologii Katolickiej w Warszawie. W 1997 uzyskał w Instytucie Filozofii i Socjologii PAN stopień naukowy doktora filozofii (praca pod kierunkiem prof. Juliusza Domańskiego). W trakcie studiów doktoranckich w PAN pracował równolegle jako copywriter. W latach 1992–1999 był dyrektorem kreatywnym w agencjach reklamowych MarketLink i Data Studio. W 1999 został dyrektorem ds. marketingu w Towarzystwie Ubezpieczeniowym Allianz. W latach 2010 do 2013 był członkiem zarządu Allianz Polska odpowiadającym za sprzedaż, szkolenia i marketing.
W 1999 wraz z Joanną Paciorek stworzył nieformalną Agencję Świętego Mikołaja, która w 2005 została przekształcona w Fundację Świętego Mikołaja (prowadząca przede wszystkim działalność stypendialną, edukacyjną i wydawniczą). Od początku pełni w niej funkcję prezesa zarządu. W 2003 wszedł w skład zespołu tworzącego Muzeum Powstania Warszawskiego (po otwarciu znalazł się w składzie Rady Powierniczej MPW).
W 2005 wydał drukiem książkę Sokrates i inni święci, traktującą o filozoficznych podstawach idei reprezentowanych przez pierwszych chrześcijan i tzw. Ojców Kościoła. Książka odbiła się szerokim echem i zebrała pozytywne recenzje zarówno w prasie katolickiej, jak i wielkonakładowej prasie głównego nurtu. W 2017 roku książka ta została przetłumaczona na język angielski pod tytułem Socrates and Other Saints: Early Christian Understandings of Reason and Philosophy. W 2003 wraz z Markiem A. Cichockim założył rocznik filozoficzny „Teologia Polityczna”, który stał się zaczynem powstania ogólnopolskiego środowiska intelektualnego. W 2009 roku został przewodniczącym komitetu redakcyjnego wydawnictwa Teologii Politycznej. W latach 2006–2009 na zaproszenie Prezydenta RP Lecha Kaczyńskiego wraz z Markiem A. Cichockim i Dariuszem Gawinem współorganizował Seminaria Lucieńskie. Od 2006 również razem z Markiem Cichockim i Dariuszem Gawinem prowadzi coroczne seminarium filozoficzne Teologii Politycznej. W latach 2006–2008 wraz z Grzegorzem Górnym tworzył radę programową polskiej edycji kwartalnika „First Things”.
W 2008 zainicjował powstanie Orszaku Trzech Króli (był autorem pomysłu), a w latach 2009–2010 z ramienia Fundacji Świętego Mikołaja był współorganizatorem przedsięwzięcia, które wraz z Fundacją tworzyły Stowarzyszenie Rodziców Szkoły Sternik oraz Centrum Myśli Jana Pawła II. Od 2015 współpracuje z Centrum Myśli Jana Pawła II w Warszawie, gdzie w ramach Karol Wojtyła Fellowship prowadził seminarium filozoficzne pt. „Tragedia i polityka”.
W 2020 roku powołał do działalności Instytut Kultury św. Jana Pawła II na rzymskim Angelicum, który za cel stawia sobie namysł nad wyzwaniami Kościoła i świata w duchu myśli Jana Pawła II; jest jego dyrektorem programowym.
Jest inicjatorem i kuratorem wystaw w ramach projektu „Namalować katolicyzm od nowa”, którego celem jest odnowienie zachodniej sztuki sakralnej oraz mecenatu nad nią. Pierwsza wystawa „Jezu, ufam Tobie” miała swoje odsłony w Krakowie, Warszawie i Rzymie (w latach 2022-2023), II edycja - „Zwiastowanie” była prezentowana w Warszawie, Rzymie, Częstochowie, Białymstoku i Opolu (w latach 2023-2024), III edycja - „Nawiedzenie” w Warszawie (w latach 2024-2025).
Publikował w prasie codziennej i czasopismach, m.in. w: „Teologii Politycznej”, „Przeglądzie Filozoficznym”, „Christianitas”, „Więzi”, „Znaku”, „Gościu Niedzielnym”, „Tygodniku Powszechnym”, „W Sieci”, „Rzeczpospolitej” i „Życiu”. W latach 2007–2010 oraz 2016-2023 wspólnie z Cichockim i Gawinem prowadził w TVP Kultura cotygodniowy program Trzeci punkt widzenia. 
Stypendia naukowe
- Corpus Christi, Oxford, 1995;
- John’s College, Oxford, 2000;
- Stypendium Fundacji Lanckorońskich, Biblioteka Instytutu Studiów Klasycznych Uniwersytetu Londyńskiego, 2014.

## Członkostwo w radach i kapitułach
- Członek Rady Rzecznika Praw Obywatelskich Janusza Kochanowskiego
- Członek Rady Ochrony Pamięci Walki i Męczeństwa (za czasów Andrzeja Przewoźnika)
- Członek Rady Powierniczej Muzeum Powstania Warszawskiego
- Członek Rady Duszpasterskiej przy Arcybiskupie Warszawy (jedna kadencja)
- Członek Krajowej Rady Katolików Świeckich (jedna kadencja)
- Członek kapituły nagrody Totus
- Członek kapituły nagrody Jana Rodowicza Anody

## Wyróżnienia i nagrody
- Nagroda literacka im. Andrzeja Kijowskiego 2005, za książkę Koniec snu Konstantyna. Szkice z życia codziennego idei. Ośrodek Myśli Politycznej, Księgarnia Akademicka, Kraków 2004[20].
- Nominacja do nagrody literackiej im. Józefa Mackiewicza 2006, za książkę Sokrates i inni święci. O postawie starożytnych chrześcijan wobec rozumu i filozofii, Wydawnictwo Fronda, Ośrodek Myśli Politycznej, Warszawa 2005.
- Nagroda Feniks (2007) przyznana przez Związek Polskich Kawalerów Maltańskich za działalność filozoficzno-teologiczną i pracę charytatywną[21].
- Nominowany do Nagrody im. Dariusza Fikusa „Człowiek Mediów 2008”.
- Nominacja do nagrody Ślad im. biskupa Chrapka 2008 przyznawanej ludziom mediów przyczyniającym się do budowania kultury prawdy, porozumienia i dialogu.
- Krzyż Kawalerski Orderu Odrodzenia Polski (2 września 2011) za działalność społeczną[22].
- Nagroda „Wstańcie, chodźmy!”, przyznawana przez tygodnik „Idziemy” (2020)[23].
- Krzyż Oficerski Orderu Odrodzenia Polski (28 września 2023)[24].

## Publikacje
Książki
- Dariusz Karłowicz, Arcyparadoks śmierci: męczeństwo jako kategoria filozoficzna – pytanie o dowodową wartość męczeństwa, wydanie drugie: Fronda, Warszawa 2007, Kraków: Znak, 2000, ISBN 83-7006-829-4.
- Dariusz Karłowicz, Koniec snu Konstantyna: szkice z życia codziennego idei, Kraków: Księgarnia Akademicka, 2004, ISBN 83-7188-722-1.
- Dariusz Karłowicz, Sokrates i inni święci. O postawie starożytnych chrześcijan wobec rozumu i filozofii, Kraków: Fronda, Ośrodek Myśli Politycznej, 2005.
- Karłowicz D., Polska jako Jason Bourne, Warszawa, Teologia Polityczna, 2017.
- Karłowicz, D., Neokopírovaná budoucnost, Praga, Centrum pro studium demokracie a kultury, 2018 (tłum. Jakub Pacześniak).
- Karłowicz, D., Teby-Smoleńsk-Warszawa, O złudzeniu nietragiczności polityki, Warszawa, Teologia Polityczna 2020.

Prace zbiorowe
- W obronie zdrowego rozsądku, pod red. Marka A. Cichockiego i Tomasza Merty, Ośrodek Myśli Politycznej, Księgarnia Akademicka, Kraków 2000, s.: 19-24; 77-85; 101-108; 196-203; 231-237.
- Seminaria Lucieńskie 2006-2007, referaty wprowadzające do dyskusji organizowanych przez Prezydenta Rzeczypospolitej Polskiej Lecha Kaczyńskiego, s. 126–134.
- Pamięć i odpowiedzialność, pod red. Roberta Kostro i Tomasza Merty, Ośrodek Myśli Politycznej, Centrum Konserwatywne, Kraków-Wrocław 2005, s. 31–41.
- Polityka historyczna, Historycy-politycy–prasa. Konferencja pod honorowym patronatem Jan Nowaka-Jeziorańskiego, Muzeum Powstania Warszawskiego 2005, s. 232–237.
- Lekcja Sierpnia. Dziedzictwo ‘Solidarności” po dwudziestu latach, pod red. Dariusza Gawina, Wydawnictwo IFiS PAN, Warszawa 2002, s. 39–61.

Inne
- Ta karczma Rzym się nazywa (o rzymskim charakterze polskiej tożsamości), Teologia Polityczna 8, s. 15–27.
- Bitwa i wojna, (o platońskim „Gorgiaszu”), Teologia Polityczna 6, 2012, s. 97–100.
- Konfederaci z Soplicowa (o konfederacyjnym charakterze polskiej polityczności), Teologia Polityczna 6, 2012, s. 19–25.
- Modernizacji nie da się skserować (o ograniczeniach imitacyjnej modernizacji), Teologia Polityczna 5, 2009–2010, s. 73–77.
- Traktat o trutniach (platońska koncepcja degeneracji demokracji), Teologia Polityczna 4, 2006–2007, s. 318–332.
- Pierwszy rok bezkrólewia (analiza politycznej roli JP2 i próba opisu sytuacji po jego śmierci), Teologia Polityczna 3, 2005–2006, s. 43–48.
- Kreon i Dionizos. O tragedii politycznego rozumu (teologia polityczna „Antygony”), Teologia Polityczna 2, 2004–2005, s. 165–182.
- Dylematy demokratycznego kapitalisty, Teologia Polityczna 1, 2003–2004, s. 194–200.